# Elisabetta Alessandrina di Borbone-Condé
Elisabetta Alessandrina di Borbone (Parigi, 5 settembre 1705 – Parigi, 15 aprile 1765) era figlia di Luigi III, principe di Condé, e di Luisa Francesca di Borbone-Francia. Suo padre era un nipote del Gran Condé, mentre la madre era la maggiore tra le figlie sopravvissute di re Luigi XIV di Francia e dell'amante, Madame de Montespan.

## Biografia
Elisabetta Alessandrina nacque a Parigi nel 1705, la più giovane tra le figlie femmine dei genitori, che in totale ebbero nove figli. Il nome le venne dalla sorella maggiore Luisa-Elisabetta e dallo zio materno, Luigi Alessandro, conte di Tolosa; in famiglia era conosciuta con il secondo nome di Alessandrina. A partire dalla nascita, a corte veniva chiamata Mademoiselle de Gex, ma in seguito avrebbe adottato il titolo di cortesia di Mademoiselle de Sens che le rimase per tutta la vita. In quanto Principessa del Sangue, Alessandrina godeva del trattamento di Altezza Serenissima.
Come la maggior parte delle sue sorelle, Alessandrina non si sposò mai; venne considerata come una possibile moglie del cugino Luigi di Borbone-Orléans, ma la zia, l'orgogliosa Duchessa d'Orléans, desiderava un matrimonio più prestigioso per il figlio. Elisabetta Alessandrina non giocò mai un importante ruolo nella vita politica; in ogni caso fu una grande amica dell'amante del Re, la famosa Madame de Pompadour, che era stata presentata a corte dalla sorella di Alessandrina, Luisa Elisabetta.
Come la sorella maggiore Luisa Anna, anche Alessandrina possedeva numerose terre e svariate residenze private nei pressi della capitale. Nel 1734 essa acquistò l'Hôtel de Noirmoutier in rue de Grenelles, a Parigi; essa comprò inoltre molti terreni circondanti l'edificio, contribuendo così ad ampliare notevolmente la proprietà. Nel 1744 Alessandrina acquistò le tenute e le signorie di Villegénis ed Igny, rimodellando il castello di Villegénis nel 1755 per un costo totale di 430 000 livre. Per racimolare la somma necessaria essa dovette vendere la tenuta di Vallery, luogo tradizionale di sepoltura della famiglia dei Condé, ai signori de Launay, per 280 000 livre. Alexandre-François Desportes, il pittore delle cacce del re, fornì numerosi dipinti per gli appartamenti del castello.
All'epoca della sua morte, Alessandrina aveva accumulato una grande fortuna, derivante soprattutto dal vitalizio originariamente assegnato alla cugina Luisa Francesca, mademoiselle du Maine (1707-1743), figlia di Luigi Augusto, duca del Maine, e della moglie Anna Luisa Benedetta, famosa salottiera. Elisabetta Alessandrina morì a Parigi ed il nipote Luigi Giuseppe, principe di Condé, ne ereditò le sostanze; venne poi sepolta nel convento carmelitano nel Faubourg Saint-Jacques a Parigi.

## Titoli nobiliari
- 5 settembre 1705 – 15 aprile 1765: Sua Altezza Serenissima Mademoiselle de Gex;[2] in seguito Mademoiselle de Sens

## Antenati
|                                          |                       |                                      | Genitori                               |  |  | Nonni |  |  | Bisnonni                  |  |  | Trisnonni                  |  |
|                                          |                       |                                      |                                        |  |  |       |  |  | Luigi II di Borbone-Condé |  |  | Enrico II di Borbone-Condé |  |
|                                          |                       |                                      |                                        |  |  |       |  |  | Luigi II di Borbone-Condé |  |  | Enrico II di Borbone-Condé |  |
|                                          |                       | Carlotta Margherita di Montmorency   |                                        |  |  |       |  |  | Luigi II di Borbone-Condé |  |  |                            |  |
| Enrico III Giulio di Borbone-Condé       |                       |                                      |                                        |  |  |       |  |  | Luigi II di Borbone-Condé |  |  |                            |  |
|                                          |                       | Claire-Clémence de Maillé-Brézé      | Urbain de Maillé-Brézé                 |  |  |       |  |  |                           |  |  |                            |  |
|                                          |                       | Claire-Clémence de Maillé-Brézé      | Urbain de Maillé-Brézé                 |  |  |       |  |  |                           |  |  |                            |  |
|                                          |                       | Claire-Clémence de Maillé-Brézé      | Nicole du Plessis de Richelieu         |  |  |       |  |  |                           |  |  |                            |  |
| Luigi di Borbone, principe di Condé      |                       | Claire-Clémence de Maillé-Brézé      |                                        |  |  |       |  |  |                           |  |  |                            |  |
|                                          |                       | Edoardo del Palatinato               | Federico V Elettore Palatino           |  |  |       |  |  |                           |  |  |                            |  |
|                                          |                       | Edoardo del Palatinato               | Federico V Elettore Palatino           |  |  |       |  |  |                           |  |  |                            |  |
|                                          |                       | Edoardo del Palatinato               | Elisabetta Stuart                      |  |  |       |  |  |                           |  |  |                            |  |
| Anna Enrichetta del Palatinato           |                       | Edoardo del Palatinato               |                                        |  |  |       |  |  |                           |  |  |                            |  |
|                                          |                       | Anna Maria di Gonzaga-Nevers         | Carlo I di Gonzaga-Nevers              |  |  |       |  |  |                           |  |  |                            |  |
|                                          |                       | Anna Maria di Gonzaga-Nevers         | Carlo I di Gonzaga-Nevers              |  |  |       |  |  |                           |  |  |                            |  |
|                                          |                       | Anna Maria di Gonzaga-Nevers         | Caterina di Lorena                     |  |  |       |  |  |                           |  |  |                            |  |
| Elisabetta Alessandrina di Borbone-Condé |                       | Anna Maria di Gonzaga-Nevers         |                                        |  |  |       |  |  |                           |  |  |                            |  |
|                                          | Luigi XIII di Francia | Enrico IV di Francia                 |                                        |  |  |       |  |  |                           |  |  |                            |  |
|                                          | Luigi XIII di Francia | Enrico IV di Francia                 |                                        |  |  |       |  |  |                           |  |  |                            |  |
|                                          | Luigi XIII di Francia | Maria de' Medici                     |                                        |  |  |       |  |  |                           |  |  |                            |  |
| Luigi XIV di Francia                     | Luigi XIII di Francia |                                      |                                        |  |  |       |  |  |                           |  |  |                            |  |
|                                          |                       | Anna d'Asburgo                       | Filippo III di Spagna                  |  |  |       |  |  |                           |  |  |                            |  |
|                                          |                       | Anna d'Asburgo                       | Filippo III di Spagna                  |  |  |       |  |  |                           |  |  |                            |  |
|                                          |                       | Anna d'Asburgo                       | Margherita d'Austria-Stiria            |  |  |       |  |  |                           |  |  |                            |  |
| Luisa Francesca di Borbone               |                       | Anna d'Asburgo                       |                                        |  |  |       |  |  |                           |  |  |                            |  |
|                                          |                       | Gabriel de Rochechouart de Mortemart | René de Rochechouart de Mortemart      |  |  |       |  |  |                           |  |  |                            |  |
|                                          |                       | Gabriel de Rochechouart de Mortemart | René de Rochechouart de Mortemart      |  |  |       |  |  |                           |  |  |                            |  |
|                                          |                       | Gabriel de Rochechouart de Mortemart | Jeanne de Saulx de Tavannes            |  |  |       |  |  |                           |  |  |                            |  |
| Françoise-Athénaïs di Montespan          |                       | Gabriel de Rochechouart de Mortemart |                                        |  |  |       |  |  |                           |  |  |                            |  |
|                                          |                       | Diane de Grandseigne                 | Jean de Grandseigne                    |  |  |       |  |  |                           |  |  |                            |  |
|                                          |                       | Diane de Grandseigne                 | Jean de Grandseigne                    |  |  |       |  |  |                           |  |  |                            |  |
|                                          |                       | Diane de Grandseigne                 | Catherine de La Béraudière de Villenon |  |  |       |  |  |                           |  |  |                            |  |
|                                          |                       | Diane de Grandseigne                 |                                        |  |  |       |  |  |                           |  |  |                            |  |